# Títan
Títan (en grec antic Τίτανος o Τίτανος Όρος) era una muntanya i un lloc a Tessàlia del que parla Homer al "Catàleg de les naus" a la Ilíada, que el situa vora la ciutat d'Astèrion. Tant Homer com Estrabó diuen que el cim de la muntanya és blanc, segurament per la composició calcària de les seves roques. L'actual mont Títanos, conserva el nom antic.